# 莫沃赞 (上比利牛斯省)
莫沃赞（法語：Mauvezin，法語發音：[mov(ə)zɛ̃]）是法国上比利牛斯省的一个市镇，属于巴涅尔德比戈尔区。

## 地理
莫沃赞（43°6'54"N, 0°17'0"E）面积9.85 平方千米，位于法国奧克西塔尼大區上比利牛斯省，该省份为法国西南部内陆省份，北至热尔省，西接大西洋比利牛斯省，南与西班牙接壤，东临上加龙省。
与莫沃赞接壤的市镇（或旧市镇、城区）包括：古尔格、阿尔蒂格米、邦凯-莫莱尔、博讷马宗、卡普韦恩、吕蒂尤、佩雷、里科。

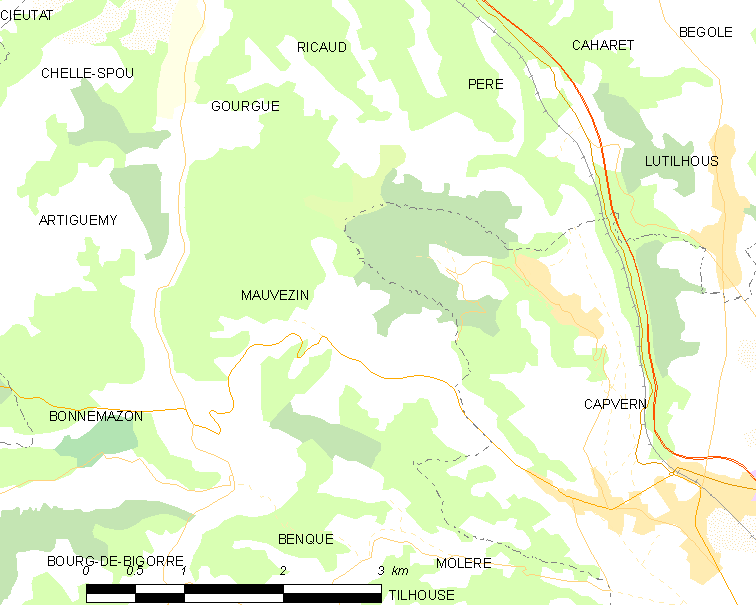
的OSM定位图

莫沃赞的时区为UTC+01:00、UTC+02:00（夏令时）。

## 行政
莫沃赞的邮政编码为65130，INSEE市镇编码为65306。

## 政治
莫沃赞所属的省级选区为阿罗斯河与巴伊斯河谷县。

## 人口

1962-2008年间人口变化图示

莫沃赞于2022年1月1日时的人口数量为240人。